# Virgilio Malvezzi
Pour les articles homonymes, voir Malvezzi.
Virgilio Malvezzi, né le 8 septembre 1595 à Bologne et mort le 11 août 1654 à Castel Guelfo di Bologna, est un écrivain, homme politique et historien italien.

## Biographie
De haute noblesse, Malvezzi appartenait à une famille traditionnellement liée à l'Espagne. Savant précoce, à l’âge de dix-sept ans il fut reçu docteur en droit à l'Université de Bologne. Il étudia ensuite la théologie, la philosophie, la médecine, la fortification, et même l’astrologie.
Destiné par sa famille à l’état militaire, il sert dans les champs de bataille de Flandres sous les ordres de Spinola et de Gonzalo Fernández de Córdoba, dans le Piémont avec les forces du duc de Feria, gouverneur du duché de Milan, et il est aussi présent lors du siège de Verrua en 1625. Le 27 juillet 1627, après la mort de son père, il devint sénateur de Bologne. Malvezzi se rendit célèbre en publiant une série de biographies, celles de Romulus, de Tarquin le Superbe, du roi David, qui ont eu un grand succès dans toute l'Europe. Ces livres bâtissent sur un mince support historique une riche tapisserie de réflexions philosophiques sur la politique. Ces essais de politique biblique et romaine firent de Malvezzi le maître européen du style laconique, reconnu comme tel d'un commun accord par les espagnols Quevedo et Gracián, et aussi, quoique avec hostilité, par les français Chapelain et La Mothe Le Vayer, adversaires de ce style qu'ils jugeaient, avec Guez de Balzac, nuisible à la clarté française.
En 1636 Malvezzi s’embarqua pour l’Espagne où il fut nommé historiographe officiel. Il devint lui-même l'ami du comte-duc d'Olivares, ministre de Philippe IV. « L'estime réciproque entre les deux personnages reposait sur des affinités profondes, politiques, spirituelles et stylistiques. Aux yeux d'Olivares, Malvezzi était à la fois un instrument actif de la monarchie hispanique, le porte-parole de ses propres desseins et le modèle d'une éloquence chrétienne et aristocratique. »
Précédé par la renommée de ses écrits, Malvezzi est accueilli avec une place d'honneur à la cour. Il entra au Conseil de guerre de Philippe IV, puis au Conseil collatéral de Naples, enfin au Conseil d’État de Milan. Après une ambassade extraordinaire en Angleterre, il fut attaché au cardinal infant Ferdinand d'Autriche, gouverneur des Pays-Bas espagnols, avec la tâche de rassembler les opposants contre Richelieu. Après la disgrâce de son grand mécène à Madrid, le comte-duc d'Olivares, il retourna à Bologne, où il reprit les fonctions de sénateur auxquelles il ajouta encore celles de gonfaloniere di giustizia. Il mourut à Bologne le 11 août 1654.
Malvezzi était membre de l’Académie des Gelati de Bologne. Il était lié d'étroite amitié avec Guido Reni. Guido dessina les frontispices de quelques œuvres de Malvezzi: Il Romulo (1632), Tarquinio Superbo (1632), Davide perseguitato (1634).

## Œuvres
- Discorsi sopra Cornelio Tacito, Venise, 1622 in-4° ; ibid., 1635, même format. Malvezzi n’avait que vingt-trois ans, lorsqu’il publia cet ouvrage érudit. Le prologue au lecteur des Discorsi constitue un véritable programme de néo-laconisme baroque, voire un éloge de la concision et de la densité de significations, préférées à la clarté et l'ornatus cicéroniens de la même manière que l'on préfère le vin pur à celui qui est coupé avec de l'eau. Les discours, en réalité, s'éloignent ensuite de la volonté préliminaire et enchaînent des aisonnements prolixes dans de longues périodes. II faut autendre, plutôt, la plénitude du Romulo (1629) pour voir l'accomplissement de l'idéal de la brevitas dans le type de prose qui le rendra célebre en Europe.
- Ragioni per le quali i litterati credono di non potersi avanzare nelle corti, etc. Ce discours, dont le but est de dissiper les préventions des littérateurs contre les courtisans, a été publié par Mascardi, dans ses Saggj accademici, etc., Venise, 1630, in-4° ;
- Il Romulo. – Il Tarquinio superbo. Malvezzi avait, dit-on, composé sur le même plan, les Vies des sept rois de Rome ; mais il n’a publié que celles qu’on vient de citer : elles eurent le plus grand succès, et furent traduites dans la plupart des langues de l’Europe. – Il Davide perseguitato, traduit en latin, en français, et en anglais. – Il ritratto del privato politico cristiano ; c’est un panégyrique du comte de San Lucar. Ces quatre ouvrages ont été réunis sous ce titre : Opere istoriche e politiche del march. Malvezzi, Genève, 1635, 1656, Venise, 1662, 2 vol. in-12. Ces titres, réédités plusieurs fois en Italie, traduits dans six langues européennes et même en latin, font du Marquis le champion du néo-laconisme. Le ton philosophique de ses maximes, la morale sévère et aristocratique du néo-stoïcisme, la difficulté d'une prose qui exige l'effort constant du lecteur sont, pour certains, autant de signes de génie chez l'écrivain bolonais. Ils lui ont gagné en tout cas de nombreux partisans, mais aussi le rejet et la censure de la part des milieux classicistes romains. L'Espagne, en revanche, le reçoit de façon unanime en grand écrivain. Les éloges de ses collègues « conceptistes » font preuve d'une réussite qui semble toute naturelle dans la patrie des maîtres latins du style bref : Quevedo traduit en 1632 Il Romulo en espagnol et dit dans la préface toute son admiration et sa sympathie vis-à-vis de Malvezzi, qu'il fréquentera par la suite à Madrid[8]. Gracián lui consacre aussi plus tard des phrases fort élogieuses dans l'Agudeza y arte de ingenio et dans le Criticón[9] ;
- Il ritratto del privato politico cristiano, Bologna, Monti e Zenero, 1635. Le succès de cet ouvrage fut considérable, comme celui des autres livres de Malvezzi : aux dix-sept éditions italiennes qui se succèdent jusqu'à la fin du siècle, il faut ajouter la traduction espagnole (1635), portugaise (1650), latine (1641), anglaise (1647), allemande (1652) et hollandaise (1679). Il existe aussi une étude préalable sur la fortune d'Olivares chez les lettrés italiens : Mito e metafora del conte-duca nella letteratura italiana del Seicento (con un memoriale inedito di Fulvio Testi), dans AA.VV., Da Dante al Novecento. Studi offerti a Giovanni Getto, Milan, 1970, p. 319-344.
- Considerazioni con occasione d’alcuni luoghi delle vite d’Alcibiade e di Coriolano, Bologne, 1648 in-4° ; trad. en anglais ;
- I Successi principali della monarchia delle Spagne nell’anno 1639, Anvers, 1641, in-16. Les deux ouvrages précédents, réunis, ont été publiés à Genève, 1650, in-12 ;
- Introduzione al racconto dei principali successi accaduti sotto il comando di Filippo IV, Rome, 1651, in-4°[10]. Cet ouvrage et le précédent ont été traduits par l’auteur, de l’espagnol, langue dans laquelle il avait cru devoir les faire paraître.

## Postérité et admirateurs
Célébré par ses compatriotes comme penseur politique et écrivain laconique sans égal, Virgilio Malvezzi voit sa renommée devenir européenne à la suite de la parution du Romulo (1629), une biographie politique du premier roi de Rome. Avec le Romulo, l'écriture de Malvezzi allait devenir aux yeux des contemporains, en particulier des Italiens et des Espagnols, un modèle de laconisme et de forme aphoristique, synonyme, depuis le siècle précédent, d'une écriture du conseil et de la prudence. On connaît à ce jour deux versions castillanes du Romulo de Virgilio Malvezzi, celles de Francisco de Quevedo et de Teodoro Del Aula, premières d'une riche série de traductions espagnoles des œuvres du Marquis bolonais qui se succédèrent au cours de la première moitié de la décennie de 1630. Dans les mêmes années, deux œuvres de Malvezzi sont traduites en français par l'ami des Pascal, Charles de Vion d'Alibray, sous les titres Tarquin le Superbe (1644) et Le Romulus (1645) et ses Discours sur Tacite, sont traduits en anglais par sir Richard Baker (1642).